# سه‌گانه شهر
مجموعه شهر (به انگلیسی: The City Book Trilogy) مجموعه داستانی ۳ جلدی از دارن شان است. مجموعه شهر نام کتاب بزرگسالان دارن شان است که وی ابتدا آن را با نام مستعار D.B.Shan انتشار می‌داد. وی این کار را به پیشنهاد منتشرکننده کتاب‌هایش به منظور جداسازی مجموعه بزرگسال از کودکان انجام داد. در حال حاضر سه جلد این کتاب یعنی (تجارت مرگ) و (افق دوزخ) و (شهر مارها) به ترجمه و چاپ رسیده‌است.

## کتاب‌ها

### تجارت مرگ
ابتدا با نام آیوامارکا در فوریهٔ ۱۹۹۹ در انگلستان منتشر شد. در مارس ۲۰۰۸ تحت عنوان تجارت مرگ دوباره منتشر شد.
داستان با کاپاک ریمی شروع می‌شود. او با قطار به شهری می‌آید که توسط یک گانگستر به نام کاردینال اداره می‌شود. او ابتدا به خانهٔ دایی خودش «تئو بوراتو» می‌رود. سپس وقتی پایش به پارتی سنترال باز می‌شود و لیست آیوامارکان‌ها را پیدا می‌کند، به هویت واقعی خود پی می‌برد و...

### افق دوزخ
کتاب افق دوزخ ابتدا در فوریهٔ ۲۰۰۰ منتشر شد و پس از مقداری تغییرات و اصلاحات، در مارس ۲۰۰۹ در انگلستان و ژانویه ۲۰۱۱ در آمریکا منتشر شد. داستان به موازات جلد قبلی پیش می‌رود.
داستان با «آل جیری» که یک سرباز آفریقایی-آمریکایی‌تبار است آغاز می‌شود. او با بهترین دوست خود «بیل کیسی» برای ماهیگیری به خارج از شهر رفته‌است. او جزو یگان‌ها است و به عنوان سرباز به کاردینال خدمت می‌کند. خیلی زود، آل درگیر یک پروندهٔ قتل می‌شود. جنایتی که در هتل اسکای لایت رخ داده بود. آل با تحقیق روی این پرونده، حقایقی را کشف می‌کند که او را به دنیایی سرشار از جنون رهسپار می‌کند.

### شهر مارها
شهر مارها کتاب سوم این سه گانه، در مارس ۲۰۱۰ منتشر شد. داستان ۱۰ سال بعد از حوادث دو کتاب قبل می‌باشد. کتاب از زبان کاپاک و آل می‌باشد. 

## مشخصات کتاب
مشخصات کتاب بر اساس آمازون:
کتاب جلد کاغذی شامل ۳۲۹ صفحه می‌باشد.
ناشر: هارپر وُیجر
زبان: انگلیسی
ISBN 0007261306
ISBN 978-0007261307